# Habenaria stolzii
Habenaria stolzii är en orkidéart som beskrevs av Rudolf Schlechter. Habenaria stolzii ingår i släktet Habenaria och familjen orkidéer.
Artens utbredningsområde är Tanzania. Inga underarter finns listade i Catalogue of Life.